# Meierij
Een meierij was het ambtsgebied van een meier. Zijn functie was te vergelijken met die van baljuw, (land)drost, drossaard of schout.
Zo was bijvoorbeeld het hertogdom Brabant onderverdeeld in verscheidene kwartieren die op hun beurt weer in verschillende meierijen of baljuwschappen waren onderverdeeld:
- Meierij van 's-Hertogenbosch
- Meierij van Antwerpen
- Meierij van Leuven
- Ammanie van Brussel, zelf onderverdeeld in verscheidene meierijen (Asse, Merchtem, Kapelle-op-den-Bos, Kampenhout, ...).
- Drie buitenpoortse meierijen, elk verscheidene dorpen of wijken omvattend, vormden met de stad de Heerlijkheid Mechelen (toestand in 1556).

In sommige gevallen was de meierij een leen van de heer wanneer zij van oudsher een erfelijk leen was. In andere gevallen werd de meierij verpacht.